# Cantó de Foix-Rural
El cantó de Foix-Rural és un cantó del departament francès de l'Arieja, a la regió d'Occitània. Està inclòs al districte de Foix i té 24 municipis. El cap cantonal és Montgalhard.

## Municipis
- Aravaut
- Baulon
- Benac
- Le Bòsc
- Braçac
- Burret
- Cèlas
- Còs
- Ferrièras
- Freissenet
- Ganac
- L'Èrm
- Lobièras
- Montgalhard
- Montoliu
- Pradièras
- Praiòls
- Sent Joan de Verges
- Sent Martin de Caralp
- Sent Pau de Jarrat
- Sent Pèire
- Sèrras d'Arget
- Solan
- Vernajol